# سیارک ۱۹۰۰۳
سیارک ۱۹۰۰۳ (به انگلیسی: 19003 Erinfrey، نامگذاری:2000RL61) نوزده هزار و سومین سیارک کشف شده‌است که در ۱ سپتامبر ۲۰۰۰ کشف شد.
قدر مطلق سیارک برابر ۱۷.۸ است.